# 稗
稗，亦称稗子、稗草，为禾本科稗属植物，形似水稻的杂草。
口语广义上的“稗”，涵盖了三个属：稗属、雀稗属、类雀稗属。

## 形态
一年生草本。秆直立或基部倾斜，光滑。叶鞘无毛，缺叶舌和叶耳；线状披针形叶片，上面粗糙。圆锥花序直立开展；小穗密集于穗轴一侧，有硬刺毛；第一外稃有一粗芒。椭圆小颖果，平滑光亮，先端据小尖头。
适应性强。有水稗和旱稗两种。水稗，生于沼泽，为稻田主要杂草；旱稗，又名“光头稗”，无芒，为旱地杂草。

## 用途
稗草子粒可制饴糖、酿酒或作饲料。嫩茎、叶可作青饲料或干草。本种变化大，变种多。

## 延伸阅读
[在维基数据编辑]
 《欽定古今圖書集成·博物彙編·草木典·稗部》，出自陈梦雷《古今圖書集成》